# San José Monte Chiquito
San José Monte Chiquito är en ort i Mexiko.   Den ligger i kommunen Santiago Miahuatlán och delstaten Puebla, i den sydöstra delen av landet, 210 km sydost om huvudstaden Mexico City. San José Monte Chiquito ligger 1 690 meter över havet och antalet invånare är 2 103.
Terrängen runt San José Monte Chiquito är kuperad österut, men västerut är den platt. Runt San José Monte Chiquito är det ganska tätbefolkat, med 83 invånare per kvadratkilometer. Närmaste större samhälle är Tehuacán, 6,1 km sydost om San José Monte Chiquito. I omgivningarna runt San José Monte Chiquito växer huvudsakligen savannskog.